# Лымарев, Василий Иосифович
Васи́лий Ио́сифович Лымарев (20 августа 1920, станица Уманская — 27 мая 2012) — советский и российский учёный в области физической географии, географии океана и береговедения, почетный член Всесоюзного географического общества (1985), заслуженный деятель науки Российской Федерации (1992). Доктор географических наук, профессор.
Один из основоположников российской школы физической географии океана и научного океанопользования, а также географических научных направлений — береговедения, острововедения и островопользования. Организатор и первый декан геофизического факультета Дальневосточного государственного университета (1964—1967), декан географического факультета Калининградского государственного университета (1976—1980).

## Биография
Василий Иосифович Лымарев родился 20 августа 1920 года в станице Уманской (Ленинградской) Кубано-Черноморской области в семье сапожника Иосифа Георгиевича и домохозяйки Марии Ефимовны. В 1930 году семья вместе с двумя меньшими дочерьми переехала в Ростов-на-Дону. В. И. Лымарев учился в средней школе, а затем в педагогическом училище, которое закончил в 1937 году. Стал работать учителем в начальной школе и учиться заочно на географическом факультете Ростовского университета. Позже стал преподавать географию в Мечетинской средней школе, откуда осенью 1939 года призван в Красную армию на службу. Ему было разрешено в воскресные дни продолжить учёбу на географическом факультете Московского педагогического института имени В. И. Ленина, который окончил с отличием в 1941 году. 
С первого до последнего дня Великой Отечественной войны принимал участие в обороне Москвы, завершил войну лейтенантом, командиром взвода 19-го прожекторского зенитного полка 1-го прожекторского зенитного дивизиона ОМА ПВО. Награждён орденом Отечественной войны II степени, медалью "За оборону Москвы", "За победу над Германией в Великой Отечественной войне 1941-1945 годов" и многими другими.
После окончания войны поступил в аспирантуру Московского университета, где его научным руководителем стал выдающийся учёный Б. Ф. Добрынин. После ухода (по состоянию здоровья) Добрынина из Московского университета, научным руководителем В. И. Лымарева стал профессор В. П. Зенкевич.
27 мая 2012 года на 92-м году жизни Василий Иосифович Лымарев скончался.

## Научная деятельность
Начало научно-исследовательской деятельности В. И. Лымарева было положено в первых экспедициях 1946—47 гг. на Курильских островах, где он занимался изучением морских берегов. Результаты экспедиций позволили ему защитить в 1949 году диссертацию на соискание учёной степени кандидата географических наук. В 1950—1952 гг. им проводились береговые наблюдения в Северном и Восточном Приазовье. В 1953—1956 гг. велись экспедиционные исследования берегов Аральского моря. На материалах этих исследований, впервые выполненных с использованием ландшафтно-зонального подхода, В. И. Лымаревым была защищена в 1964 году диссертация на соискание учёной степени доктора географических наук в виде опубликованной позднее монографии «Берега Аральского моря — внутреннего водоема аридной зоны». В 1959—1963 гг. в Северо-Восточном Беломорье также проводились береговые наблюдения. В 1965 году им были продолжены исследования на ландшафтно-зональной основе на берегах залива Петра Великого в Японском море. Эти же подходы были использованы в 1972—1975 гг. в береговых исследованиях Восточной Приазовья.
В 1992 года за большой вклад в развитие географической науки В. И. Лымарев удостоен почётного звания «Заслуженный деятель науки Российской Федерации». Он также награждён почётными грамотами Общества «Знание» РСФСР и различных органов просвещения.

## Педагогическая деятельность
Педагогическую деятельность В. И. Лымарев начал в 1949 году старшим преподавателем и доцентом кафедры физической географии Ростовского университета.
В 1952—57 гг. работал зав. кафедрой физической географии Алма-Атинского педагогического института и занимался изучением берегов Аральского моря. В последующие пять лет заведовал кафедрой географии Архангельского педагогического института.
В 1963—1964 гг. организует и в 1964—1967 гг. руководит геофизическим факультетом и кафедрой физической географии в Дальневосточном университете. В. И. Лымарев положил начало Дальневосточной научной школе береговедения (ныне работа ведётся в Береговом исследовательском центре ДВФУ (с 2012 года — лаборатория прибрежно-морского природопользования Школы естественных наук ДВФУ)).
С 1967 года — зав. кафедрой физической географии Ростовского университета. Через два года последовало предложение от Кубанского университета стать зав. кафедрой, где он организовал лабораторию прибрежно-морских исследований, проработав здесь с 1969 по 1976 гг.
В 1976—1993 гг. работал в Калининградском университете сначала профессором кафедры географии океана и деканом географического факультета (1976—1980), а позже стал одним из организаторов и заведующим кафедрой охраны природы (ныне геоэкологии). Здесь им были разработаны первые университетские курсы по основным проблемам физической географии океана, океанопользованию и берегопользованию.
В 1993 году переехал в Ленинград (Санкт-Петербург), где до 2000 года работал профессором кафедры промысловой океанологии и охраны вод Мирового океана в Ленинградском гидрометеорологическом институте.
В 2000—2006 гг. работал на кафедре географии и геоэкологии Поморского университета. Им разработаны новые учебные курсы «Северный Ледовитый океан: геосистемный аспект», «Введение в океанопользование», «Океаническое биоресурсоведение: географический аспект», которые были опубликованы издательским центром Поморского университета в виде монографий.

## Научные труды
В. И. Лымарев автор более 250 научных работ, в том числе 20 монографий, учебных пособий и научно-популярных изданий, среди них:
- «Основные проблемы физической географии океана». — М.: Мысль, 1978. — 247 с.
- «Береговое природопользование: вопросы методологии, теории и практики». — СПб.: РГГМУ, 2000. — 168 с.
- «Основы острововедения». — Архангельск: Поморск. ун-т, 2002. — 192 с.
- «Океаническое биоресурсоведение: географический аспект». — Архангельск: Поморск. ун-т, 2002. — 141 с.
- «Отечественные исследователи прибрежных зон морей и океанов». — 2002.
- «Северный Ледовитый океан: геосистемный аспект». — Архангельск: Поморск. ун-т, 2003. — 247 с.
- «Введение в океанопользование» (2006). — Архангельск: Поморск. ун-т, 2004. — 247 с.
- «От Тихого океана до Балтийского и Белого морей: воспоминания морского географа». — Архангельск: Поморск. ун-т, 2006. — 391 с.
- «Очерки истории развития отечественной географии океана». — СПб.: РГГМУ, 2009. — 355 с.

## Деятельность в РГО
Василий Иосифович Лымарев являлся активным пропагандистом географических знаний, участником всех съездов РГО, многих международных конгрессов и конференций по географии океана. избирался заместителем председателя президиума Приморского филиала, возглавлял Северо-Кавказский филиал и Краснодарский отдел Географического общества СССР. Награждён почётным дипломом РГО. С 1985 года — почётный член РГО.